# قطب مغناطیسی شمال

جایگاه قطب شمال مغناطیسی و قطب شمال ژئومغناطیسی در سال ۲۰۱۷

قطب‌های مغناطیسی یعنی جایی که خطوط میدان مغناطیسی به صورت واگرا از زمین، خارج (جنوب مغناطیسی) یا به صورت همگرا به آن وارد (شمال مغناطیسی) می‌شوند.
هنگامیکه عقربه قطب‌نما به عنوان یک وسیله مغناطیسی (مانند آهنربا) آزادانه معلق شود قطب‌های مغناطیسی را یافته و در جهت آن‌ها آرایش می‌گیرد؛ یعنی جایی که عموماً شمال حقیقی نیست و تنها در برخی مناطق کره زمین شمال مغناطیسی و جغرافیایی منطبق هستند. زاویه بین شمال حقیقی و شمال مغناطیسی، «میل مغناطیسی» نامیده می‌شود.

## تغییر قطب‌ها
قطب‌های مغناطیسی زمین در طول زمان تغییر می‌کنند و با بیشینه سرعت آن به ۵۰ تا ۶۰ کیلومتر، قطب‌های مغناطیسی، هر ۲۵ هزار سال یک دور کامل می‌زنند. علت آن تغییر در جریان مواد مذاب در دو برجستگی مایع در کناره هسته بیرونی کره زمین است باعث تغییر در قطب می‌شود. چنین چیزی را می‌توان در قطب مغناطیسی جنوب دید.
قطب شمال مغناطیسی، سالانه ۷٫۳۴ کیلومتر جابه‌جا می‌شود. در دهه ۱۸۳۰ (میلادی) جیمز کلارک راس (کاشف قطب شمال) قطب شمال مغناطیسی را در نوناووت کانادا مشخص کرد. در آن هنگام، جابجایی قطب نه سریع و نه دور از قطب شمال جغرافیایی بود. اما در دهه ۱۹۹۰ (میلادی) ناگهان بر تحرک آن افزوده شد. قطب شمال مغناطیسی در سال ۲۰۰۱ در موقعیت ۸۱٫۳ درجه شمالی و ۱۱۰٫۸ درجه غربی، در سال ۲۰۰۵ در موقعیت ۸۳٫۱ درجه شمالی و ۱۱۷٫۸ درجه غربی و در سال ۲۰۰۹ در موقعیت ۸۴٫۹ درجه شمالی و ۱۳۱٫۰ درجه غربی بوده‌است. در سال ۲۰۱۲ قطب شمال مغناطیسی در موقعیت ۸۵٫۹ درجه شمالی و ۱۴۷٫۰ درجه غربی قرار گرفت. در اواخر سال ۲۰۱۷ قطب شمال مغناطیسی از خط روزگردان گذشت.